# Алексей Румянцев (музыкант)
Алексей Румянцев (псевдоним — «Алексей Пыльная Радуга Румянцев», настоящее имя — Алексе́й Румя́нцев; род. 1 октября 1981, Кимры, СССР) — российский музыкант известный прежде всего как лидер тверской рок-группы «Пионерлагерь Пыльная Радуга».

## Биография
Музыкальная карьера Румянцева началась задолго до группы «Пионерлагерь Пыльная Радуга». Первоначально играл в подростковом возрасте в группе «НЕТ» совместно с Антоном Антоновым и Алексеем Могилевским. В 1999 году вдвоём с Антоновым была сформирована группа «Пустое Множество» после записи демоальбома «Девятиэтажный». Музыка коллектива, в основном, представляла собой смесь жанров электроники, трип-хопа и рока. Вскоре группу покинет Антон Антонов по причине воинской обязанности, уйдя служить в армию. Ближе к весне 2001 года в состав группы войдут Румянцев, Артём Морозов, Арина Киселёва, Максим Нахаев и бас-гитарист Алексей Могилевский. В марте того же года группа записала демозапись песни «Коробка с карандашами» в питерской студии SVP-Signal. Позднее будут записаны ещё две песни «Мы так и пойдём», «Вдвоём» на студии СТК Pantera в городе Тверь. По итогу, все три композиции попали в основную ротацию радиостанции «Наше Радио» в Твери. В 2002 году группа успела отыграть за пределами родной Твери в нескольких площадках Санкт-Петербурга («Psycho Pub», «Полигон») и ярославском клубе «Партизан» в рамках фестиваля «Обновление-2002». После выйдет сборник компакт-диска с фестиваля «Обновление-2002», куда войдёт композиция «Коробка с карандашами». В сентябре группа выступила на фестивале «Молодая Москва», посвящённого дню города. В начале октября группа выступила на презентации ещё одного компакт-диска «Наши! Высота первая» от «Наше Радио», куда так же вошла песня «Коробка с карандашами».
В 2005 году будет создан коллектив под названием «npoekt npoekt». В состав группы входили Румянцев, Алексей Могилевский, Дмитрий Рыжов и Вячеслав Былинкин. В тот же год коллектив успел издать альбом «Городу неудачников посвящается». Спустя лет у группы выйдет ещё один релиз с одноимённым названием «npoekt npoekt».
В апреле 2019 года музыкант побывал в гостях у Константина Сёмина, где дал большое интервью.

## Личная жизнь
- Ольга Румянцева — супруга.
- Александра Румянцева — дочь.

## Интересные факты
- Алексей является врождённым левшой, но отец, учивший играть на гитаре, был праворуким, поэтому играет на гитаре как правша.
- В свободное время любит заниматься фотографией в заброшенных местах.

## Дискография

### Сольное творчество
Алексей Пыльная Радуга Румянцев
- 2012 — Концерт в «Собаке Милле» (бутлег)
- 2014 — Один в Собаке (бутлег концерта)
- 2016 — Радуга у моря (бутлег концерта)
- 2017 — Акустика, часть 1 (альбом)
- 2019 — Акустика, часть 2 (альбом)
- 2020 — МТСД (сингл)
- 2020 — Невозврат (сингл)
- 2020 — По трамвайным рельсам (сингл)
- 2021 — Гумус (сингл)
- 2022 — Сын (сингл)
- 2022 — Можно (сингл)
- 2023 — Особый резон (сингл)
- 2023 — Маленький злой ребёнок (сингл)
- 2023 — Песенка для брата (сингл)
- 2023 — Что-то ещё (сингл)
- 2023 — Гринфилдс (при участии Лизы Смол) (сингл)
- 2023 — После игры (сингл)
- 2024 — Отметка (мини-альбом)

Утиныййеъ Траавмыэ
- 2013 — Член. Тлен (сингл)
- 2013 — Маленькая девочка на солнечной лужайке (сингл)

### Пионерлагерь Пыльная Радуга
- 2011 — Приятные плохие мысли (альбом)
- 2013 — Хлам (альбом)
- 2015 — Правда о потерянном времени (альбом)
- 2018 — Мало (альбом)
- 2022 — Тот, кому не нужно счастье (альбом)
- 2023 — ВОЙ (мини-альбом)

### npoekt npoekt
- 2005 — Городу неудачников посвящается (альбом)
- 2010 — npoekt npoekt (альбом)

### Пустое Множество
- 1999 — Девятиэтажный (альбом)
- 2001 — Коробка с карандашами (альбом)